# Phúc Thọ (xã)
Phúc Thọ là một xã thuộc thành phố Hà Nội, Việt Nam.
Xã Phúc Thọ có diện tích 3,76 km², dân số năm 1999 là 6.404 người, mật độ dân số đạt 1.703 người/km².

## Lịch sử
Xã Phúc Thọ được thành lập năm 1994 trên cơ sở một phần diện tích tự nhiên và dân số của các xã Phúc Hòa và Thọ Lộc.
Ngày 16 tháng 6 năm 2025, Quốc hội Việt Nam quyết định sắp xếp toàn bộ diện tích tự nhiên, quy mô dân số của thị trấn Phúc Thọ và các xã Long Thượng, Phúc Hòa, Phụng Thượng, Tích Lộc, Trạch Mỹ Lộc thành xã mới có tên gọi là xã Phúc Thọ.